# Trimerodytes yapingi
Trimerodytes yapingi — вид змій родини полозових (Colubridae). Мешкає в Китаї і Лаосі.

## Поширення і екологія
Trimerodytes yapingi мешкають в китайській провінції Юньнань та в Лаосі. Вони живуть в гірських лісах, на берегах струмків.